# Marek Konarzewski
Marek Konarzewski (* 18. Juni 1961 in Białystok) ist ein polnischer Biologe und von 2023 bis 2026 Präsident der Polnischen Akademie der Wissenschaften. 

## Leben
1985 beendete er sein Biologie-Studium an der Universität Warschau, Außenstelle Białystok. Fünf Jahre darauf promovierte bei der Polnischen Akademie der Wissenschaften am Institut für Ökologie.  Anschließend war er von 1991 bis 1993 als Stipendiat an der University of California, Los Angeles, wo er in einer Forschungsgruppe mit Jared Diamond arbeitete. 1996 habilitierte er mit „Allocation of energy to growth and respiration in avian postembryonic development“.
Seit 1997 arbeitet er am Institut für Biologie der Universität Białystok, zunächst als Assistenzprofessor, seit 2004 Professor. Parallel dazu war er 2005 bis 2013 in Białystok Leiter des Instituts für Säugetierforschung der polnischen Akademie der Wissenschaften tätig und 2008 bis 2013 Ministerberater der polnischen Botschaft in Washington D.C. 2017 bis 2021 war er Berater des polnischen Außenministers. 
2010 wurde er Mitglied der Polnischen Akademie der Wissenschaften, von 2015 bis 2022 deren Vizepräsident der Zweigstellen Olsztyn und Białystok und im Oktober 2022 wurde er zum Präsidenten der Polnischen Akademie der Wissenschaften für die Amtszeit von 2023 bis 2026 gewählt. Sein Ziel für die Akademie ist, ihr in der Politik besser Gehör zu verschaffen und Frauen im Präsidium besser vertreten zu haben.

## Auszeichnungen
- 1997 Auszeichnung des Ministerpräsidenten für seine Habilitationsschrift[2]
- 2004: Verdienstkreuz der Republik Polen in Silber[2]
- 2013: Ehrendoktor der Medizinischen Universität Posen[4]
- 2014: Wissenschaftlicher Preis der 2. Fakultät des Polnischen Akademie der Wissenschaften[2]
- 2022: Botschafter der Universität Białystok[2]

## Werke
- Na początku był głód, 2005, ISBN 978-83-0602-954-3
- Ścieżkami Puszczy Knyszyńskiej Along the paths of the Knyszyn Forest mit Janusz Kupryjanowicz, 2021, ISBN 978-83-7431-654-5